# 1085
| Calendário gregoriano                                                        | 1085 MLXXXV                                          |
| Ab urbe condita                                                              | 1838                                                 |
| Calendário arménio                                                           | 534 – 535                                            |
| Calendário bahá'í                                                            | -759 – -758                                          |
| Calendário budista                                                           | 1629                                                 |
| Calendário chinês                                                            | 3781 – 3782 Início a 29 de janeiro (aproximadamente) |
| Calendário copta                                                             | 801 – 802                                            |
| Calendário etíope                                                            | 1077 – 1078                                          |
| Calendários hindus - Vikram Samvat - Calendário nacional indiano - Cáli Iuga | 1140 – 1141 1006 – 1007 4185 – 4186                  |
| Calendário Holoceno                                                          | 11085                                                |
| Calendário islâmico                                                          | 477 – 479                                            |
| Calendário judaico                                                           | 4845 – 4846                                          |
| Calendário persa                                                             | 463 – 464                                            |
| Calendário rúnico                                                            | 1335                                                 |
| Calendário solar tailandês                                                   | 1628                                                 |

1085 (MLXXXV, na numeração romana) foi um ano comum do século XI do Calendário Juliano, da Era de Cristo, e a sua letra dominical foi E (52 semanas), teve início a uma quarta-feira, terminou também a uma quarta-feira.
No território que viria a ser o reino de Portugal estava em vigor a Era de César que já contava 1123 anos.
| Ano completo                        |
| ----------------------------------- |
| Ano comum com início à quarta-feira |

## Eventos
- Afonso VI de Castela conquista Toledo.
- A Ordem de Cluny instala-se em Portucale.
- A cidade de Helsingborg é fundada na Suécia.

## Nascimentos
- Nuno Soares de Grijó, Senhor de Grijó e patrono do Mosteiro de Grijó.
- Guilherme de Montpellier, senhor de Montpellier.

## Mortes
- 25 de Maio - Papa Gregório VII.
- Roberto de Altavila (nasceu em 1015).
- Teobaldo IV de Blois, conde de Blois, faleceu em 8 de Outubro de 1152.